# نيل فيرجسون
نيل موريس فيرغسون (مواليد سنة 1968) (بالإنجليزية: Neil Morris Ferguson) عالم وبائيات بريطاني. هو أستاذ في علم الأحياء الرياضي، متخصص في وبائيات الأمراض المعدية المنتشرة بين البشر والحيوانات. وهو مدير معهد عبد اللطيف جميل لأمراض وتحليلات الطوارئ (J-IDEA)، رئيس قسم وبائيات الأمراض المعدية في كلية الصحة العامة ونائب عميد التطوير الأكاديمي في كلية الطب، وجميعهم في كلية لندن الإمبراطورية.
تم توشيح فيرغسون برتبة الإمبراطورية البريطانية في عام 2002 لعمله في نمذجة تفشي الحمى القلاعية في المملكة المتحدة عام 2001. استخدم النمذجة الرياضية لتوفير بيانات عن العديد من حالات تفشي الأمراض بما في ذلك تفشي إنفلونزا الخنازير في عام 2009 في المملكة المتحدة ووباء إيبولا في غرب أفريقيا في عام 2016. وقد اشتمل عمله أيضًا على أبحاث حول الأمراض التي ينقلها البعوض بما في ذلك حمى زيكا والحمى الصفراء وحمى الضنك والملاريا.
في فبراير 2020، خلال جائحة فيروس كورونا 2019–20، الذي بدأ في الصين، استخدم فيرغسون وفريقه نماذج إحصائية لتقدير أن حالات مرض فيروس كورونا 2019 لا يتم اكتشافها بشكل كبير في الصين.

## حياته وتعليمه
ولد نيل فيرغسون في عام 1968. حصل على درجة الماجستير في الفيزياء من جامعة أكسفورد في عام 1990،، ودكتوراه في الفيزياء النظرية هناك في عام 1994.